# Rondeletia mollis
Rondeletia mollis är en måreväxtart som beskrevs av Sidney Fay Blake och Julian Alfred Steyermark. Rondeletia mollis ingår i släktet Rondeletia och familjen måreväxter. Inga underarter finns listade i Catalogue of Life.